# Beautiful Night
Beautiful Night è un brano musicale di Paul McCartney incluso nel suo album Flaming Pie del 1997. Nel dicembre 1997, la canzone venne pubblicato come terzo ed ultimo singolo estratto dal disco, raggiungendo la posizione numero 25 nella classifica britannica Official Singles Chart.

## Il brano
Si tratta di un brano con una lunga coda orchestrale che termina in una falsa dissolvenza. Nel finale sono stati inseriti diversi rumori ed effetti di studio, tra i quali anche la voce di Ringo Starr che pronuncia alcune parole.
I lati B del singolo variarono a seconda dei formati: Love Come Tumbling Down venne inserita nella versione su vinile, mentre in CD uscirono due versioni, una con B-side Love Come Tumbling Down ed un'altra con Same Love e altri brani.
La traccia era stata originariamente registrata nell'agosto 1986 a New York, ma mai pubblicata negli Stati Uniti. Questa prima versione può essere ascoltata nel CD singolo come parte della sezione Oobu Joobu.
Il brano contiene la prima delle due collaborazioni tra McCartney e Ringo Starr in Flaming Pie (la seconda è Really Love You) e include un arrangiamento orchestrale ad opera di George Martin, inciso agli Abbey Road Studios.

## Video
Il videoclip musicale che accompagnò il singolo fu diretto da Julien Temple e dovette essere rimontato a causa della breve apparizione di una donna magrissima che aveva creato qualche polemica. Nel video sono presenti inoltre Ringo Starr, Linda McCartney (la sua ultima apparizione in un video musicale) e la band Spud (che anche se sono mostrati mentre suonano con McCartney, non contribuirono in nessun modo alla registrazione della traccia). Il video debuttò nella trasmissione televisiva statunitense The Oprah Winfrey Show.

## Tracce singolo
Vinile 7" R6489, CD1 CDRS6489
1. Beautiful Night – 5:03
2. Love Come Tumbling Down – 4:21
3. Oobu Joobu (Part 5) – 9:54 (solo CD)

CD2 CDR6489
1. Beautiful Night – 5:08
2. Same Love – 3:53
3. Oobu Joobu (Part 6) – 8:33

### Informazioni sulle B-side
Same Love e Love Come Tumbling Down sono entrambi brani precedentemente inediti. Le canzoni presenti nella sezione Oobu Joobu sono una serie di nastri demo, spezzoni di interviste, e brani inediti assemblati tra di loro in un'unica traccia. Il nome Oobu Joobu deriva da quello di un programma radiofonico condotto da McCartney all'epoca.
- Oobu Joobu (Part 5) contiene:

1. And Now – 0:10
2. Oobu Joobu Main Theme – 1:14
3. Beautiful Night Chat – 0:09
4. Paul and Ringo talk about Beautiful Night – 2:06
5. Ringo Chat – 0:09
6. Beautiful Night (Flaming Pie Mix) – 1:31
7. Beautiful Night (Original Version) – 4:02
8. Goodbyes – 0:17
9. Oobu Joobu Main Theme – 0:37

- Oobu Joobu (Part 6) contiene:

1. This One (jingle) – 0:08
2. Oobu Joobu Main Theme – 0:32
3. Oobu Joobu We Love You – 0:15
4. Paul talks about Abbey Road – 0:43
5. Strawberry Fields Forever (solo Paul) – 0:14
6. Paul talks about Abbey Road – 1:31
7. Come On Baby – 0:54
8. Paul talks about Abbey Road – 0:18
9. Come On Baby (contd.) – 0:33
10. Paul ends chat about Abbey Road – 0:22
11. Okay are You Ready (jingle) – 0:10
12. Love Mix – 3:02
13. Widescreen Radio (jingle) – 0:05
14. Goodbye – 0:18
15. Oobu Joobu Main Theme – 0:48